# Nephrodium villarsii
Nephrodium villarsii là một loài dương xỉ trong họ Dryopteridaceae. Loài này được Beck mô tả khoa học đầu tiên năm 1918.
Danh pháp khoa học của loài này chưa được làm sáng tỏ. 